# Stara Miłosna
Stara Miłosna – osiedle i obszar Miejskiego Systemu Informacji w dzielnicy Wesoła w Warszawie.

## Historia administracyjna
Wieś Miłosna należała w latach 1867–1930 do gminy Wawer (początkowo nazywaną gminą Miłosna) w powiecie warszawskim. W 1921 roku liczyła 66 stałych mieszkańców. 
20 października 1933 weszła w skład gromady Miłosna w granicach gminy Wawer, składającą się z samej wsi Miłosna.
Podczas II wojny światowej w Generalnym Gubernatorstwie, w dystrykcie warszawskim. W 1943 gromada Miłosna Stara liczyła 1616 mieszkańców.
15 maja 1951 gromadę Miłosna Stara wyłączono ze znoszonej gminy Wawer i włączono do gminy Sulejówek w tymże powiecie.
1 lipca 1952, w związku z likwidacją powiatu warszawskiego, gromadę Miłosna Stara wyłączono z gminy Sulejówek i włączono do nowo utworzonej gminy Wesoła w nowo utworzonym powiecie miejsko-uzdrowiskowym Otwock, gdzie gmina ta została przekształcona w jedną z jego ośmiu jednostek składowych – dzielnicę Wesoła.
Dzielnica Wesoła przetrwała do końca 1957 roku, czyli do chwili zniesienia powiatu miejsko-uzdrowiskowego Otwock i przekształcenia go w powiat otwocki. 1 stycznia 1958 dzielnicy Wesoła nadano status osiedla, przez co Stara Miłosna stała się integralną częścią Wesołej, a w związku z nadaniem Wesołej praw miejskich 1 stycznia 1969 – częścią miasta.
1 czerwca 1975 Wesoła weszła w skład stołecznego województwa warszawskiego.
W związku z kolejną reformą administracyjną, Wesoła weszła w skład powiatu mińskiego w województwie mazowieckim. 1 stycznia 2002 Wesołą wyłączono z powiatu mińskiego i przyłączono do powiatu warszawskiego.
W związku ze zniesieniem powiatu warszawskiego 27 października 2002 miasto Wesoła, wraz ze Starą Miłosną, włączono do Warszawy.

## Historia
Stara Miłosna jest najstarszym osiedlem Wesołej, której udokumentowana historia sięga XIV wieku. Była to wieś szlachecka. Najstarszy zapis nazwy ma postać Milosina, późniejsze: Miłośnia, Miłośna, aż po znaną ze współczesności Miłosnę (także: Miłosną). Przez Miłosnę wiódł trakt, którym przeganiano stada bydła, a także wożono zaopatrzenie dla Warszawy. Przy trasie istniały liczne karczmy oraz domy pocztowe (zajazdy). W I połowie XIX wieku właścicielem dużej części ziem Miłosny był książę Franciszek Ksawery Drucki Lubecki, ówczesny minister skarbu, który miał tu pałacyk letni, zniszczony w trakcie bitwy o Olszynkę Grochowską.
Następnie dobra Miłosnej przeszły w ręce Rychłowskich, a na przełomie XIX i XX wieku uległy parcelacji. W Słowniku Geograficznym Królestwa Polskiego z 1885 można przeczytać, że na dobra Miłosny składały się folwarki: Miłosna, Borków, Kaczydół i Żurawka, nomenklatury: Pohulanka, Janówek i Zakręt oraz osada Zakręt. Ponadto Miłosna posiada stacyę drogi żelaznej warszawsko-terespolskiej, a w odległości 17 wiorst od Warszawy jest była stacya pocztowa przy drodze bitej.
Podczas I wojny światowej w 1915 roku wojska niemieckie przejęły rosyjską linię obrony, przebiegającą przez pasmo wydm Starej Miłosny, tworząc linię obronną zwaną Brückenkopf Warschau (przedmoście Warszawy). 
W dwudziestoleciu międzywojennym Stara Miłosna była miejscowością letniskową z uzdrowiskiem borowinowym dla dzieci „Nasza Chata” i lotniskiem szybowcowym.
Podczas okupacji niemieckiej, w 1940 roku Niemcy utworzyli getto dla żydowskich mieszkańców. Przebywało w nim około 500 Żydów. 26 marca 1942 zostali wywiezieni do getta w Warszawie, a stamtąd do obozu zagłady Treblinka II i tam zamordowani. 
Od końca lat 80. nastąpiły intensywna rozbudowa osiedla i wzrost liczby mieszkańców. Powstały zabudowy wielorodzinna oraz jednorodzinna (przed przemianami ustrojowymi nazwa osiedla miała brzmieć Osiedle 50-lecia PRL). Obecnie kolejne domy jednorodzinne zaczynają naruszać granice Mazowieckiego Parku Krajobrazowego.
Po przyłączeniu Starej Miłosny do Warszawy podjęto decyzję o pozostawieniu bez zmian dublujących się nazw ulic i placów.